# 392070 Siurell
392070 Siurell è un asteroide della fascia principale. Scoperto nel 2009, presenta un'orbita caratterizzata da un semiasse maggiore pari a 2,641053 UA e da un'eccentricità di 0,067364, inclinata di 3,278407° rispetto all'eclittica.
I siurell sono statuette artigianali provenienti dall'isola di Maiorca. Sono modellate in argilla e fissate a una base a cui è attaccato un fischietto. Una volta cotta, la statuetta viene immersa in un bagno di calce. Anni fa venivano utilizzate dai pastori per comunicare con il bestiame, anche se oggi il loro uso è soprattutto decorativo.